# Le Mesnil-Raoult
Le Mesnil-Raoult ist eine Ortschaft und eine ehemalige französische Gemeinde mit 367 Einwohnern (Stand: 1. Januar 2018) im Département Manche in der Region Normandie.
Mit Wirkung vom 1. Januar 2016 wurde Le Mesnil-Raoult mit der früheren Gemeinde Condé-sur-Vire fusioniert und damit eine namensgleiche Commune nouvelle mit dem Namen Condé-sur-Vire geschaffen. Die ehemaligen Gemeinden haben in der neuen Gemeinde den Status einer Commune déléguée. Der Verwaltungssitz befindet sich im Ort Condé-sur-Vire.

## Lage
Nachbarorte von Le Mesnil-Raoult sind Saint-Romphaire, Condé-sur-Vire und Troisgots.

## Bevölkerungsentwicklung
| Jahr      | 1962 | 1968 | 1975 | 1982 | 1990 | 1999 | 2008 | 2013 | 2018 |
| --------- | ---- | ---- | ---- | ---- | ---- | ---- | ---- | ---- | ---- |
| Einwohner | 258  | 280  | 256  | 309  | 315  | 320  | 368  | 403  | 367  |